# Rachael MacFarlane

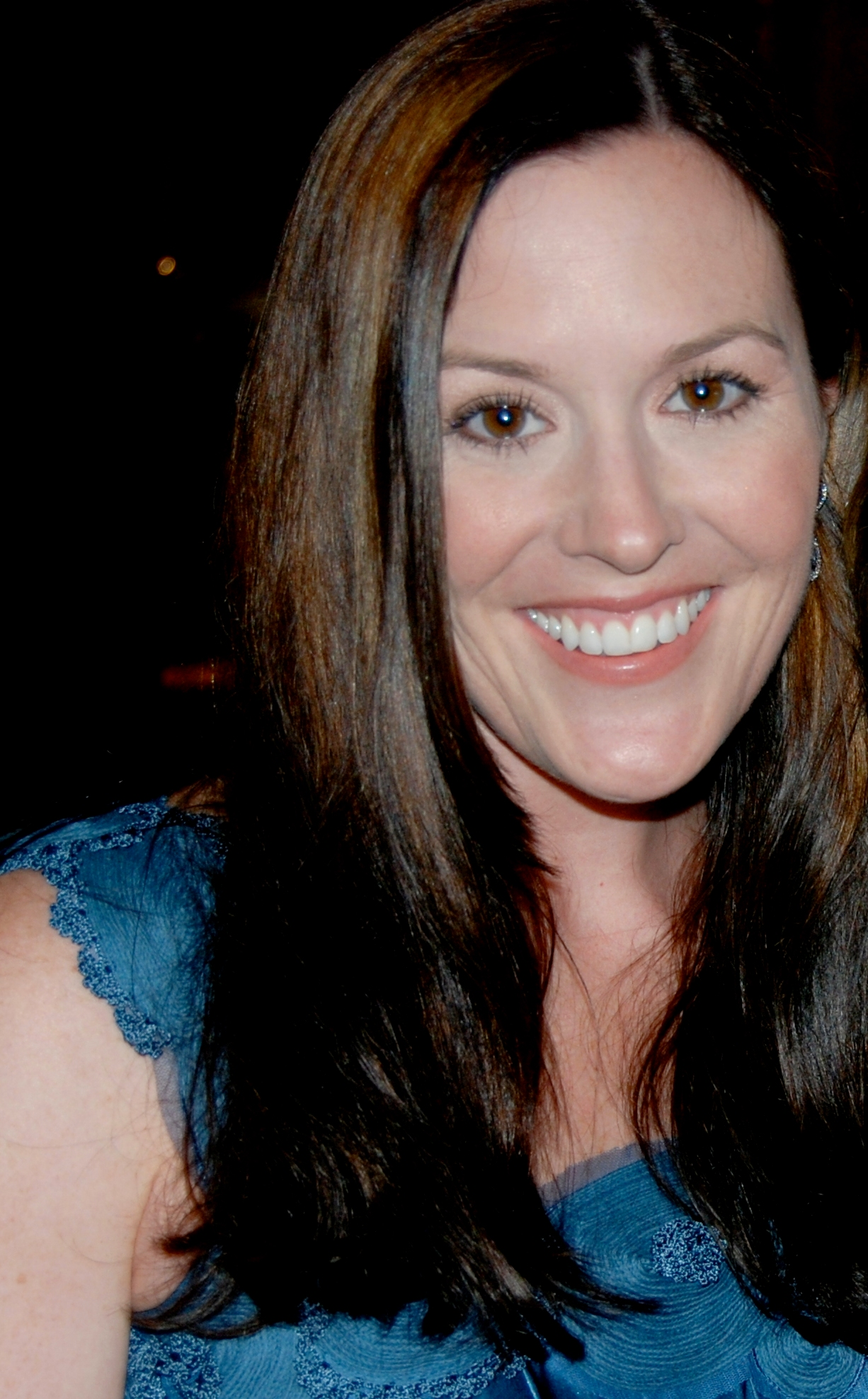
Rachael MacFarlane

Rachael MacFarlane, född 21 mars 1976 i Kent, Connecticut, är en amerikansk röstskådespelare.
MacFarlane är kanske främst känd för sin medverkan i de animerade tv-serierna Grymma sagor med Billy & Mandy, Family Guy och American Dad!, där hon gör rösten till Hayley Smith. Hon har också gjort en röst i datorspelet StarCraft II: Wings of Liberty. 
Hon är syster till Seth MacFarlane. 